# Мануйловский заказник
Мануйловский заказник — государственный биологический заказник, расположенный в Болотнинском районе Новосибирской области России. Площадь — 12 196 га. Образован 18 апреля 1995 года.

## Описание
В Мануйловском заказнике 66 % земли занимают сельхозугодья, 24 % — леса, остальная часть — кустарники и другие угодья.
Природоохранная территория расположена в правобережной приобской лесостепи и включает в себя типичные и наиболее ценные угодья лесостепной зоны Болотнинского района. Сложный рельеф и густая речная сеть обеспечивают благоприятную среду для разнообразия флоры и фауны.

## Флора
В Мануйловском заказнике насчитывается 315 видов высших сосудистых растений. Под угрозой исчезновения находятся 23 вида и нуждаются в частичной или полной охране.
В Красной книге Новосибирской области находятся венерин башмачок крупноцветковый, венерин башмачок обыкновенный, неоттианте клобучковая, пальцекорник балтийский и ятрышник шлемоносный.

## Фауна
Вместе с лесостепными видами животных здесь обитают и виды, присущие салаирской природе (сурки и т. д.). Встречаются животные, характерные лесам севера Новосибирской области и приобским борам — глухарь и белка.
В качестве охотничье-промысловых видов представляют ценность такие звери как косуля, лось, американская норка, лисица, горностай, колонок, заяц-беляк, степной хорь, барсук.
Насчитывается 160 видов птиц, из которых 100 видов гнездятся на территории заказника. Большой интерес представляют хищные птицы: полевой, степной и луговой луни, осоед, пустельга, кобчик, дербник, чеглок.
На территории заказника бедно представлена фауна рыб, рептилий и амфибий: серая жаба, остромордая лягушка, обыкновенный тритон, сибирский углозуб, живородящая и прыткая ящерицы, гадюка, уж.
В Красную книгу Новосибирской области занесены 5 видов летучих мышей (двухцветный кожан, северный кожанок, бурый ушан, прудовая и водяная ночницы), серый сурок и много видов птиц: красношейная поганка, луговой лунь, чернозобая гагара, малая выпь, лебедь-шипун, кобчик, чёрный журавль, большой подорлик, длиннохвостая неясыть, бородатая неясыть, белая сова, удод, серый сорокопут, дубонос, полевой конек.